# 分心男友

啟發了分心男友迷因的原圖

「分心男友」（英語：Distracted boyfriend）是一個以西班牙攝影師安東尼奧·吉勒姆（Antonio Guillem）在2015年拍攝的圖庫照片為靈感的網路迷因。社交媒體用戶從2017年初開始出現以該圖片為藍本的迷因，並在同年8月以描述各種不忠行為的方式爆紅，其後也激發出許多獲得一致好評的變體。

## 圖庫照片
該圖庫照片出自巴塞隆納攝影師安東尼奧·吉勒姆（Antonio Guillem）之手，在2015年中於西班牙加泰罗尼亚吉隆納拍攝。吉勒姆在2017年接受《连线》訪問時表示在拍攝前曾與圖庫模特們會談，希望以逗趣的方式呈現不忠的概念。圖片中的情侶分別以「馬里奧」（Mario）和「蘿拉」（Laura）作為他們的藝名，「蘿拉」後來如此描述拍攝圖庫照片時的經歷：「當人們看到我們在街上模擬那些場景時，他們會停下來看著並嘲笑我們。就我而言，我要擺出一張更為嚴肅的臉，但我很難一直保持下去」。
這張照片後來獲上傳到Shutterstock上，並附上一段文字說明：「不忠的男人和其女友出外散步期間，目不轉睛地看著一旁的性感女性」。被問及關於分心男友原圖的版權狀態時，吉勒姆表示其所有作品都受到版權法和微圖庫機構許可協議的限制，並不允許人們在未取得適當許可的情況下，以任何可能的方式使用它們，而全部未經許可便取用圖片的人皆可能觸犯法例。但吉勒姆也表示分心男友迷因的創作者們都是一群真誠且守信的人，除非是某些不具善意的極端情況，否則他不會採取任何行動。

## 迷因

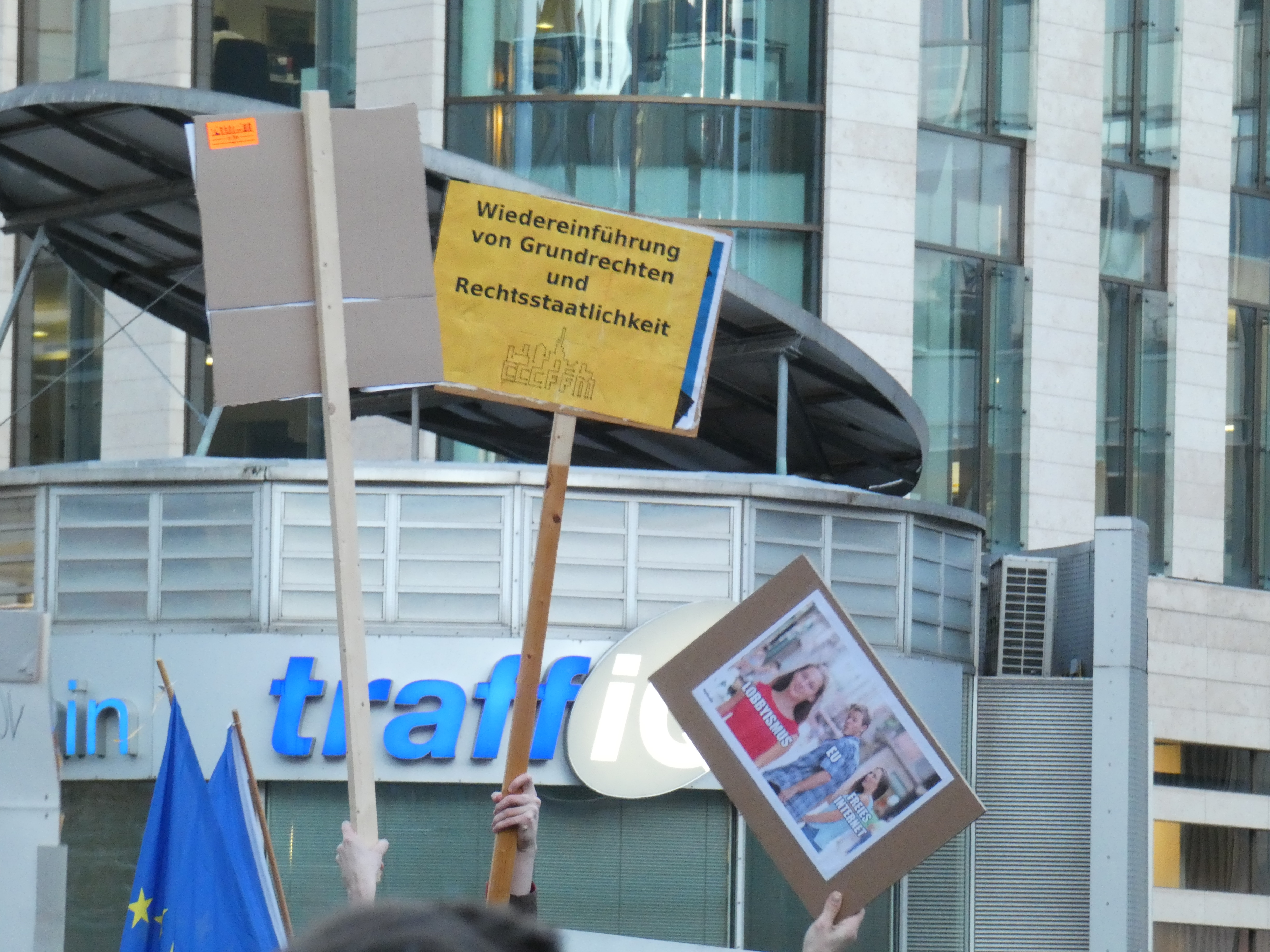
抗議《数字化单一市场版权指令》第13條的法蘭克福示威者在2019年3月5日高舉分心男友的圖片，諷刺歐盟為了向遊說集團獻媚不惜破壞原先自由的網路環境

在2017年1月，一位名叫卡恩·阿克索伊（Kaan Aksoy）的用戶在一土耳其Facebook前衛搖滾群組發佈帖文，為吉勒姆的圖庫照片加入文字，將其中的男朋友比作菲爾·柯林斯，指他背離了前衛搖滾（女朋友）的精神，逐漸向主流搖滾（紅衣女性）靠攏，這是「分心男友」的首次已知出現。這迷因翌日遭分享至英語前衛搖滾Facebook群組「Prog Snob」內，隨後還登上了Twitter。同年2月下旬，圖庫原圖被人分享至Instagram上，獲得將近30,000個讚。
2017年8月19日，在一位Twitter用戶發佈一張譏諷Y世代對社會主義越來越具好感的照片後，「分心男友」開始盛行。另一位Twitter用戶則複製了他的格式，把內容改編成「儘管『青年』男友（Youth）身邊仍有『資本主義』女友，但卻分心看向了『社會主義』紅衣女性」，為此獲得了超過35,000次轉推和近100,000個讚。自此之後，該迷因便在Twitter、Reddit和 Facebook上廣為流傳。Know Your Meme把「分心男友」歸類為「標籤人物類迷因」 （Object Labeling）的一種。迷因中的女朋友通常代表一個人應該做的事情，而穿著紅色連身裙的女性則代表更令人嚮往或更冒險的事物。
扮演情侶的兩位模特兒「馬里奧」和「蘿拉」是在人們開始把這些圖片傳送到他們的社交媒體帳號時，才了解到自己了成為迷因的主角。吉勒姆則對《衛報》坦言：「直到最近我才知道迷因是什麼。模特兒們在社交媒體上發現了這個迷因，並把這件事告訴了我。我們誰都想像不到它（分心男友）能產生如此的媒體反響」。
當「分心男友」開始爆紅時，一些品牌也開始使用該迷因。在2018年1月上旬，一個以羅得的妻子變成鹽柱的聖經故事為基礎的迷因版本在Twitter上廣傳。同年3月，因佛罗里达校园枪击案而爆發的「夠了！全國走出教室」支持控槍示威活動亦有出現「分心男友」的身影。2018年6月25日，Twitter用戶厄尼·史密斯（Ernie Smith）注意到其他圖庫照片後，便故技重施，為這些圖片加上文字，並把它們發上網，其中就包括「蘿拉」驚訝地看著手機螢幕的照片。《紐約時報》於2019年5月29日於其商業版上刊載了分心男友迷因，提及雷諾和菲亚特克莱斯勒的合併計劃，並將男友比作雷諾，女友為被棄之不顧的菲亚特克莱斯勒，而紅衣女性則是自1999年便與雷諾共組企業聯盟的日產。

## 變體和衍生作品

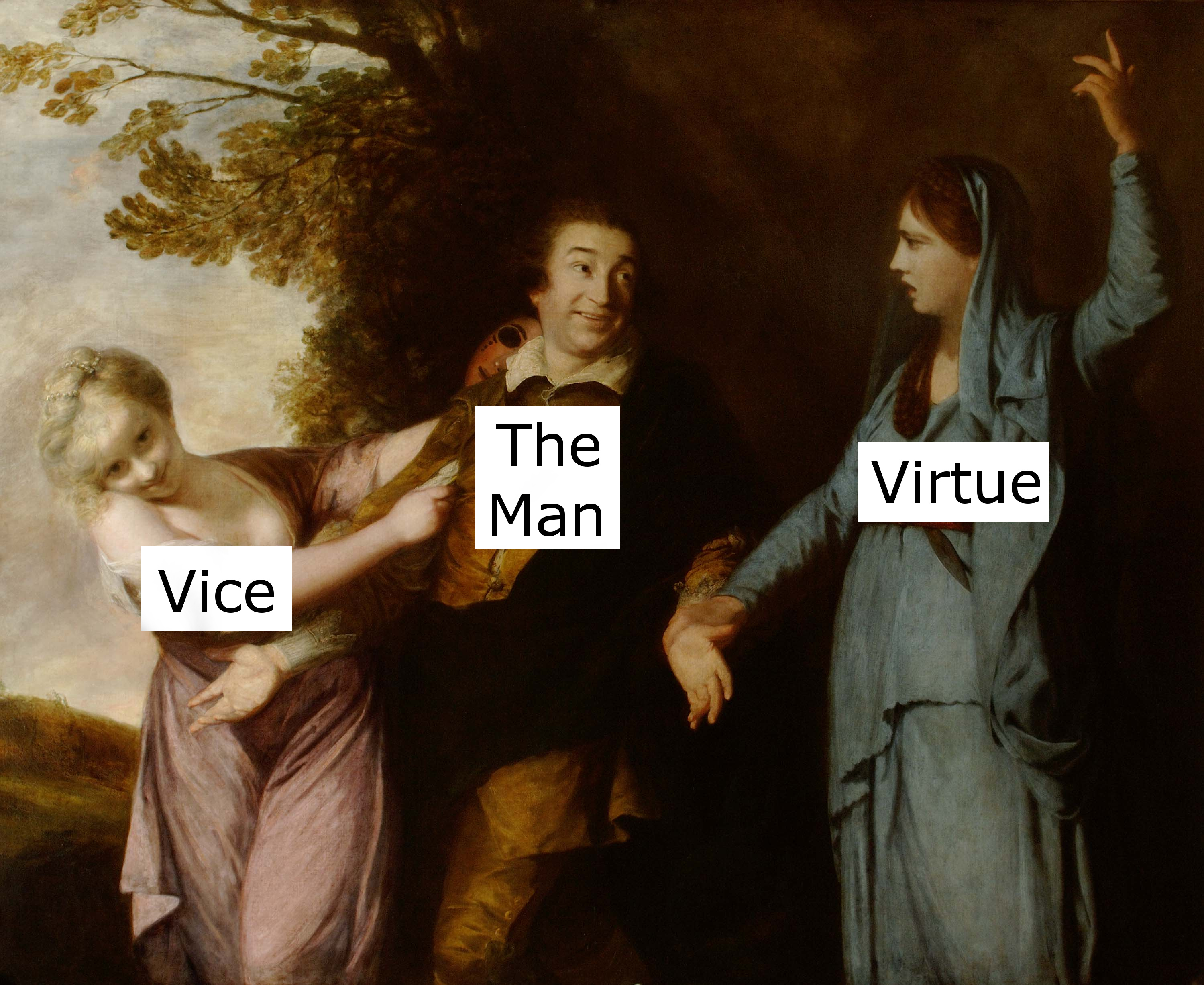
以約書亞·雷諾茲的《在悲劇與喜劇之間的大衛·加里克》為靈感的分心男友迷因衍生作品，譏諷男性不愛美德愛陋習

最早的「分心男友」變體使用了由吉勒姆拍攝，並以該三位圖庫角色為主角的其他圖片來創作故事。在2018年1月，部分社交媒體用戶注意到《不可能的任務：全面瓦解》的亨利·卡維爾與安琪拉·貝瑟宣傳照與「分心男友」的構圖相近。同年4月16日，一位Twitter用戶稱約書亞·雷諾茲的畫作《在悲劇與喜劇之間的大衛·加里克》有如分心男友迷因的「18世紀版本」，而這幅畫也因除了具歷史參考意義外，也與迷因相似的方式流行起來。
2018年5月初，一位Twitter用戶採用了與分心男友迷因幾乎相同的構圖，設計出紀念哈里王子与梅根·马克尔的婚礼的硬幣。一個月後，電影作家彼得·戈德堡（Peter Goldberg）在他的Twitter帳戶上發佈了一張和「分心男友」僅為水平翻轉之別，由查理·卓別林自編自導自演的短篇電影《發薪日》的場景圖。同年7月上旬，一張在威尼斯拍攝的照片因與分心男友迷因相似而走紅，在該圖中，牽著女友的手的男性臉帶微笑地，回頭看向一旁吃著冰淇淋的女人。2018年9月，一張新郎看向背後的裸男同樣因與「分心男友」相近而在Twitter上廣傳。

## 評價
《紐約客》的內森·海勒（Nathan Heller）寫道：「分心男友迷因為世人帶來的樂趣，其實與原圖的男友本身那不該表達出的愉悅相差無幾：讓美國人得以將目光轉移至無關緊要的瑣事上」。The Daily Dot的蒂芙妮·凱利（Tiffany Kelly）形容：「一系列無心插柳地自吉勒姆的代表作中創造出來的分心男友迷因，與其他（2017年的）互聯網內容相比起來確是較為與眾不同」。《紙》的克萊兒·瓦倫丁（Claire Valentine）則將「分心男友」列為定義2017年的第六名迷因，並指出：「他們往往說，說得最具體的故事實際上也是最為普遍的，而『分心男友』那荒唐的爆紅程度毫無疑問地證明了這一說法」。
包括新德里電視台、《个人电脑杂志》和The Ringer在內，分心男友迷因入選了多個2017年各大媒體的年度迷因榜單。《華盛頓郵報》將該迷因列入其「2017年迷因名人堂」內，並稱其是「有著數之不盡的樣式的終極圖庫照片迷因」。/r/MemeEconomy子板塊的Reddit版主接受Inverse訪問時表示他們認為「分心男友」是2017年最好的迷因之一。在2018年4月，這迷因在第10屆肖蒂獎上贏得2017年最佳迷因獎。
全球公民的自由撰稿人喬·麥卡鍚（Joe McCarthy）表示分心男友的原圖呈現了一個「性騷擾」的狀況，並評擊該迷因的大多數使用者皆未能打破圖片本身「惡毒的固有性別歧視框架」。在2018年9月，瑞典廣告監察使認定互联网服务供应商Bahnhof一則使用了分心男友迷因的招聘廣告違反了性別歧視條例。該廣告將Bahnhof提供的就業機會描繪成一位吸睛的女性，而被忽視的女友則是「你目前的工作場所」。

## 外部連結
- Distracted Boyfriend在Know Your Meme上的條目
- "Disloyal man walking with his girlfriend and looking amazed at another seductive girl" （页面存档备份，存于） on Shutterstock
- "Disloyal man with his girlfriend looking at another girl （页面存档备份，存于）" on iStock
- AntonioGuillem.com （页面存档备份，存于），圖庫原圖作者的個人網站